# Rabbi Wolff
Rabbi Wolff ist ein deutscher Dokumentarfilm von Britta Wauer aus dem Jahr 2016, der den Rabbiner William Wolff porträtiert. Der Film feierte seine Weltpremiere am 14. April 2016 auf dem Festival Achtung Berlin im Filmtheater am Friedrichshain und war Eröffnungsfilm des Filmkunstfests Mecklenburg-Vorpommern am 3. Mai 2016 in Schwerin.

## Handlung
Der Film zeigt den turbulenten Alltag des liberalen Rabbiners, der in seinem Glaubensauftrag zwischen London und seinen Gemeinden in Schwerin und Rostock pendelt. Neben seinem abwechslungsreichen Leben auf Reisen beleuchtet Regisseurin Britta Wauer die bewegte Vergangenheit William Wolffs und Begegnungen mit seinen orthodoxen Verwandten in Jerusalem.
Wolff wurde 1927 in Berlin geboren und floh 1933 mit seinen Eltern und Geschwistern vor den Nationalsozialisten nach Amsterdam und von dort sechs Jahre später nach London. Sein Wunsch Rabbiner zu werden, blieb zunächst unerfüllt, da die Familie nach der Flucht nicht genügend Geld besaß, ihm ein Rabbinerseminar zu finanzieren. So entschied sich Wolff nach der Schule für eine Laufbahn als Journalist und begleitete als Parlamentsreporter drei Jahrzehnte lang das politische Weltgeschehen. Seinen alten Traum, Rabbiner zu werden, vergaß er aber nie. Noch mit 53 Jahren begann er eine Ausbildung und erhielt 1984 die Ordination zum Rabbiner. Mit 75 Jahren übernahm er 2002 das Amt des Landesrabbiners von Mecklenburg-Vorpommern. Seitdem betreute er die drei jüdischen Gemeinden in Schwerin, Rostock und Wismar. Die einjährige Filmdokumentation zeigt am Ende auch die Reflexionen Wolffs zur und nach Aufgabe seines Amtes.

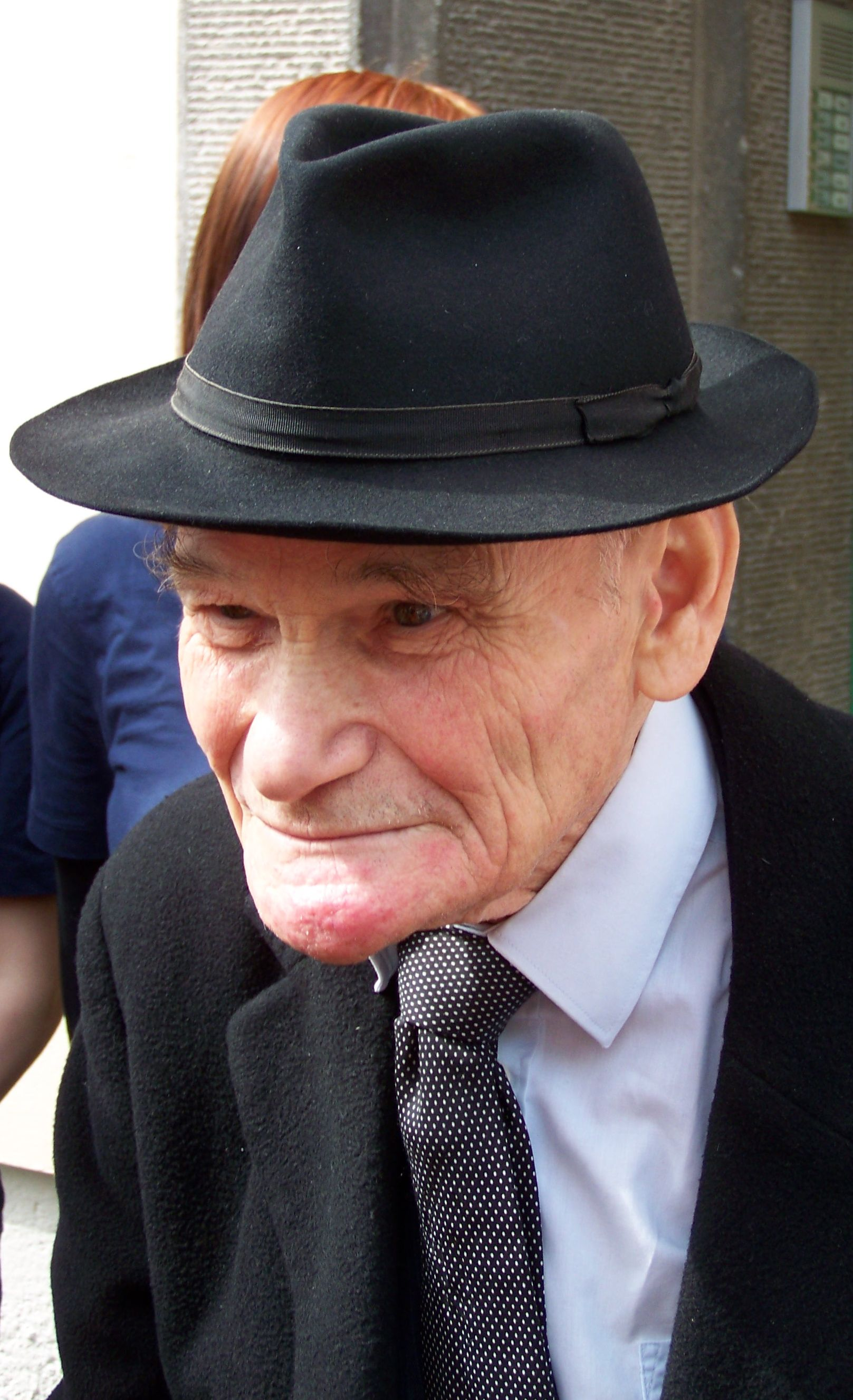
William Wolff (2009 in Stralsund)

## Hintergrund
Regisseurin Britta Wauer traf Rabbiner William Wolff das erste Mal 2008 auf der Suche nach einem Erzähler für ihren Dokumentarfilm Im Himmel, unter der Erde. Wolff sollte die Unterschiede zwischen christlichen und jüdischen Trauerritualen und die Vorstellungen vom Jenseits im Judentum vermitteln. Seine Beteiligung am Film erwies sich als „Glücksfall“. Seine altersweise, charmante und gewitzte Art erreichte schnell das Herz der Zuschauer. Aufgrund dieser positiven Resonanz entschied sich Wauer, William Wolff einen eigenen Film zu widmen.

## Auszeichnungen
- 2016 WIR-Vielfaltspreis der überparteilichen Initiative „WIR – Erfolg braucht Vielfalt“[3]
- 2016 Preis der Ökumenischen Jury beim „Achtung Berlin Filmfestival“[5]